# Myśliwka
Myśliwka (kaszb. Mëslówka) – część wsi Sobieńczyce w Polsce, położona w województwie pomorskim, w powiecie puckim, w gminie Krokowa.
W latach 1975–1998 Myśliwka administracyjnie należała do województwa gdańskiego.